# 古方城遗址
古方城遗址，位于中国青海省祁连县白石崖处，为青海省市县级文物保护单位，公布日期为1988年5月18日，类型为古遗址。
古方城遗址的历史年代为汉。